# Oxyopes bicorneus
Oxyopes bicorneus är en spindelart som beskrevs av Zhang och Zhu 2005. Oxyopes bicorneus ingår i släktet Oxyopes och familjen lospindlar. Inga underarter finns listade i Catalogue of Life.